# Irska autonomija
Irska autonomija (engleski: Irish Home Rule) je naziv za pokret irskih političara kojima je cilj bio izboriti političku autonomiju Irske u okviru Ujedinjenog kraljevstva, odnosno Zakona o uniji Britanije i Irske iz 1801. godine.
Ta su nastojanja imala razumijevanje u nekim krugovima britanske vlade u Londonu, ali i izazivala žestoki otpor među protestantima u Sjevernoj Irskoj, koji su držali da će u autonomnoj Irskoj biti svedeni na građane drugog reda u odnosu na većinske katolike. Među njima se Irska autonomija nazivala Rimskom vladavinom (engleski Rome rule).
Vlada u Londonu je, izlazeći irskim zahtjevima u susret, nekoliko puta pokušala donijeti zakone koji su za svrhu imali uspostaviti autonomiju. Međutim, oni su bili poraženi u Domu lordova britanskog Parlamenta, a Treći zakon o irskoj autonomiji iz 1914. je prošao, ali nikada nije primijenjen zbog izbijanja prvog svjetskog rata.
Posljednji, Četvrti zakon o irskoj autonomiji iz 1920. je donesen za vrijeme anglo-irskog rata te je ustanovio podjelu Irske na južni katolički i sjeverni protestantski dio koje su trebale imati zasebne autonomne vlade. Južni dio je godine 1922. postao Irska slobodna država, a kasnije nezavisna Republika Irska, dok je Sjeverna Irska zadržala autonomiju do 1972. godine, kada joj je oduzeta zbog modernog sukoba u Sjevernoj Irskoj.

## Vanjske poveznice
- Ulster Covenant - Public Record Office of Northern Ireland
- History of the 1912 UVF  Arhivirana inačica izvorne stranice od 28. ožujka 2005. (Wayback Machine)
- CAIN - University of Ulster Conflict Archive  Arhivirana inačica izvorne stranice od 30. svibnja 2007. (Wayback Machine)
- Ulster, 1912 (Kipling) at Words (etext library)